# Andrea Sassetti
Andrea Sassetti (* 14. Februar 1960 in Monte San Pietrangeli, Marken, Italien) ist ein italienischer Unternehmer, der zeitweise in der Modebranche tätig war. Internationale Bekanntheit erlangte Sassetti 1992 durch den von ihm geleiteten Formel-1-Rennstall Andrea Moda Formula, dessen Einsatz mit Skandalen und fehlenden sportlichen Erfolgen verbunden war.

## Unternehmerische Tätigkeit
Zu Sassettis Biografie existieren unterschiedliche Angaben. Nach einer Quelle war Sassetti durch einen hohen Gewinn bei einem Pokerspiel zu Reichtum gekommen. Nach anderen Informationen ist er mit Silvano Sassetti verwandt, dem Gründer des gleichnamigen Herstellers hochpreisiger Damen- und Herrenschuhe, der in Monte San Pietrangeli ansässig ist. Wieder andere vermuten, dass Sassetti illegale Geschäfte betrieb und Kontakte zum organisierten Verbrechen hatte.
Im Internet kursiert die Abschrift eines Interviews, das Sassetti angeblich im Frühjahr 2012 telefonisch gegeben hat. Darin werden biografische Details und Einzelheiten zur Entwicklung von Andrea Moda Formula beschrieben. Sassetti stellt sich darin als Sohn armer Landwirte dar, der in den frühen 1980er Jahren beim Pokerspiel 3 Mio. Lire gewann. Von dem Gewinn erwarb er angeblich Maschinen für die Fabrikation von Schuhen, die er unter der Marke Andrea Moda verkaufte. Aus diesem Geschäft resultiere sein Vermögen.

### Modeindustrie
1985 gründete Andrea Sassetti das nach ihm benannte, in Morrovalle ansässige Handelsunternehmen Andrea Moda, das 20 Jahre lang unter anderem Modeartikel wie Overknee-Stiefel und Cowboyboots vertrieb. Die Beschreibung seiner Rolle in der Modebranche variiert. Einige Quellen bezeichnen ihn als „Schuhmagnaten“, andere als „Kopf eines Konzerns der Schuhindustrie“, und eine französische Publikation gab ihm den Titel „italienischer König des Prêt-à-porter“. Daneben betrieb Sassetti an der italienischen Ostküste eine Diskothek, die im Frühjahr 1992 nach einer Brandstiftung abbrannte. Bei dem Versuch, sich aus dem brennenden Gebäude zu retten, wurde Sassetti von unbekannten Schützen mit Feuerwaffen beschossen.

### Motorsport

Logo des Team Andrea Moda Formula

Im September 1991 kaufte Sassetti von Enzo Coloni dessen Formel-1-Rennstall Coloni Racing, der zu den am schwächsten aufgestellten Teams der letzten Jahre gehörte und nach zwei gänzlich erfolglosen Jahren technisch und „finanziell am Boden lag“. Unter Bezugnahme auf den Namen seines Modeunternehmens benannte er das Team für die Saison 1992 in Andrea Moda Formula um.
In der Welt der Formel 1 wurde der „stets in schwarz gekleidete“ Sassetti als Fremdkörper wahrgenommen. Einige Medien griffen Sassettis betont modischen Auftritt auf und bezeichneten ihn als Playboy und „zwielichtige Gestalt“. Zahlreiche Dokumentationen zu Andrea Moda verweisen auch 20 Jahre nach der Schließung noch darauf, dass Sassettis Rennstall mehr durch die „Abbildung einer nackten Saxophonistin in der Teambroschüre“ als durch professionelle Leistungen aufgefallen sei.
Tatsächlich erzielte Andrea Moda keine sportlichen Erfolge. Ohne Mittel zur Erhöhung der Wettbewerbsfähigkeit bereitzustellen, setzte Sassetti, der keinerlei Erfahrung im Motorsport hatte, den Rennbetrieb in der Saison 1992 mit veraltetem Material und unzureichend ausgestatteter Struktur fort. Andrea Moda Formula wurde zu „dem Flop der Formel-1-Saison 1992“: Das Team trat nur zu neun der ersten 13 Saisonrennen an und erreichte dabei lediglich eine einzige Rennteilnahme. Bei mehreren Großen Preisen musste die Meldung zurückgezogen werden, weil Andrea Modas Rennwagen nicht einsatzbereit oder nicht regelkonform waren, und bei zwei Veranstaltungen hatte das Team keine Motoren zur Verfügung – entweder weil logistische Fehler des Transportunternehmens oder ein Fernfahrerstreik eine termingerechte Auslieferung der Motoren verhindert hatten oder, so die Mutmaßungen in der Berichterstattung, weil der Motorenhersteller wegen unbezahlter Rechnungen die Lieferungen zurückgehalten hatte. Als einziges Team in der Geschichte der Formel 1 wurde Andrea Moda Formula zweimal von der Teilnahme an Weltmeisterschaftsläufen ausgeschlossen: einmal zu Saisonbeginn, weil Sassetti die erforderliche Einschreibgebühr nicht entrichtet hatte, und ein weiteres Mal im September 1992 mit der Begründung, dass das Verhalten des Teams geeignet sei, den Ruf der Formel 1 zu beschädigen. Schlusspunkt von Sassettis Formel-1-Engagement war der Große Preis von Belgien 1992: Hier wurde er von der belgischen Polizei an der Rennstrecke wegen des Verdachts auf Scheckbetrug festgenommen und für eine Nacht in Untersuchungshaft gehalten.
Über die Motivation Sassettis, an der Formel 1 teilzunehmen, gab und gibt es zahlreiche Mutmaßungen. Übereinstimmung besteht darin, dass Sassetti ein ernsthaftes Interesse am Motorsport abgesprochen wird. Einige Quellen sehen in Andrea Moda Formula den – gescheiterten – Versuch, in Anlehnung an die Entwicklung Benettons die Öffentlichkeitswirksamkeit des Motorsports zu Werbezwecken für sein Modeunternehmen zu nutzen, andere halten es nicht für ausgeschlossen, dass das Formel-1-Engagement dem Zweck der Geldwäsche gedient habe.

### Spätere Aktivitäten
Sassetti betrieb in späteren Jahren Restaurants und Nachtclubs in Italien und war an Bauunternehmen beteiligt. Im März 2015 wurde er wegen betrügerischen Bankrotts zu einer Haftstrafe verurteilt.